# Банилов-Подгорный
Бани́лов-Подго́рный (укр. Банилів-Підгірний) — село в Сторожинецкой городской общине Черновицкого района Черновицкой области Украины.
Население по переписи 2001 года составляло 4012 человека. Почтовый индекс — 59020. Телефонный код — 3735. Код КОАТУУ — 7324580501.

## История
В 1946 г. Указом ПВС УССР село Банила переименовано в Банилов.
До 2020 года входило в Сторожинецкий район